# Forts holandesos de Ceilan
Els forts holandesos de Ceilan són indicats en aquesta llista per regions geogràfiques:
Costa Oest:
- Colombo: (Colombo, Columbo, Calamba, Kolombo, Colombe) 1656-1796[1]
- Hultsdorf (Hulffsdorp, Hulfsdorp, Hulftsdorp, Hulsdorp, Hulstsdorp) 12 maig 1656 – 16 febrer 1796
- Landmonsterrollen, 1691-1790[2]
- Matuaal: (Matueel). Un punt de pas al nord de Colombo 1691-1790[2]
- Retaal. Un punt de pas proper a Colombo[2]
- Nackelgamma (Naclagam), pas proper a Colombo[2]
- Sankt Bastiaan (St. Sebastiaan), pas proper a Colombo[2]
- Negombo (Nigombo, Nigomba, Negumbo) 9 gener 1644 a 3 de febrer de 1796 (breument abans: 9 febrer 1640 a 8 novembre 1640)[3]
- Nendemale (entre Negombo i Colombo)[2]
- Tontotte, lloc de guàrdia al riu Kelani a l'est de Nagombo (era una casa de fusta enmig de quatre punts)[2]
- Kalpitiya (Calpentijn, Calpetyn, Calpeti, Calpettij, Calpetty) vers 1656 a 5 de novembre de 1795[4]
- Kalpetty vers 1656 a 13 de novembre de 1795[4]
- Chilaw (Silauw, Silouw, Chilauw) vers 1656 a 1 de febrer de 1796[4]
- Puttalam (Puttulang)

Costa sud-oest:
- Galle (Gale, Galen, Gaalen, Punto de Galle, Puncto Galle) 13 març 1640 – 23 febrer 1796[5]
- Unawatuna: (Unawatuna, Oenewatte), a l'altre costat de la badia de Galle, 1735 a 1796[2]
- Gintota (Gindure, Gendure, Guidure, Gandure)
- Anguruwatota octubre de 1652 a 1796 (breu ocupació portuguesa 1653)[6]
- Ambalangoda (Amblangodde, Amblagedde, Amblagodde, Amblangoda, Amblangode, Amblangodoe), almenys des de 1750[2]
- Kalutara (Calitura, Caliture, Calituure, Calture) 1652 a 1796 (breu ocupació portuguesa març 1654 a 15 octubre 1655)[4]
- Pittuancarre, un fort a la riba del Kalu Ganga a 4 km al nord-est de Kalutara[7]
- Akuressa (Accuras)
- Bentota (Bentotte)
- Pitigala (Pittigelli)
- Weligama (Bellegam, Belligam, Biligao, Weligama)
- Matara (Mature, Matture) amb el Fort Matara, Reducte van Eck, Sterfort, Starfort, vers 1640/1650 a 24 de febrer de 1796 (breu ocupació singalesa 1761-1762[4]
- Hambantota (Hambatota)
- Walawe (Waluwe), a la boca del riu Walawe[8]
- Tangalla (Tangale)
- Nielwelle, un petit establiment a una badia de la costa sud propera a Tangalla.[2]

Costa nord:
- Jaffna (Jaffnapatnam, Jaffanapatnam, Jaffenapatnam, Jaftenapatnam, Jeftenapatnam) 24 de juny de 1658 a 28 de setembre de 1795[9]
- Nallur (Naloer)
- Hammenheil (Hammenhiel, Ham en Hiel, Hamehiel, Hamenhiel) 1658-1795[4]
- Point Pedro (Point Pedra, Pedre, Pedro, Punto Pedro, Portuguese Punt) ? – 28 setembre 1795[4]
- Delft island
- Elephant Pass
- Pooneryn (Ponnereijn, Ponnerijn, Ponnorijn, Poonerijn)
- Fort Pijl
- Patchelapallij (Patchelepale, Patchelepalle, Patchelepallij, Patchelele, Patchielepalle)[2]
- Colombo Gammo (Colombo Gamo, Colombogamma), posició propera a Jaffna, vers 1765 a 1775[2]
- Iranativu North & South (Twee gebroeders), dues illes al nord de Ceilan anomenades "Les Dues Germanes" que podrien ser les illes esmentades al segle xviii com Enkhuizen i Horn.[2]
- Pantattaripu (Paneteripou)[10]
- Kachchai (Cathay, Catchiaij)[2]
- Mannar (Manaar, Manaer, Mannaar, Manar), 22 de febrer 1658 a 5 d'octubre de 1795[4]
- Arippu (Aripo, Aripoe, Aripa)
- Mantotta (Mantotte, Mentotte) entre la costa de Ceilan i l'illa de Manar[2]
- Marichchukkaddi (Marsikattie, Martikatte), vers 1725/1733[2]

Costa Oriental:
- Trincomalee (Trincomale, Trinconemale, Trinconomaalo, Trinconomale, Triquilimale)
- Fort Frederik (Fort Frederick)
- Fort Oostenburg (Fort Oostenburgh), a Dinamarca 1620-1621, Portugal 1623-1639, Holanda 1639-1640, Regne de Kanda 1640-1665, Holanda 1665-1782, França 1672, Gran Bretanya 1782, França 1782-1783, Holanda 1783-1795, Gran Bretanya 1795-1948[4]
- Erkelenchene (Erkelenchene, Erckelansiene), petit fort al sud de Trincomalee[11]
- Batticaloa (Baticaloa, Batecalou, Battacaloa, Batticalo, Batticaloa, Batticoloa) 18 de maig de 1638 a 18 de setembre de 1795[12]
- Chinnecallette Delle (Chinecalattadele), al sud de Batticaloa (atacat per Kandy el 1672 sense èxit)[11]
- Koddiyar or Kaddaiparichchan (Koetjaar, Cutiar, Cotiaar, Kottiyar, Koddiyar) vers 1668-1695 (breu ocupació de França 1672)[4]
- Mullaitivu (Mullaittivu, Moelitiwe) ?-1795[4]
- Panama (Panama, Panoua, Pamene)[11]
- Appuratota (Apretotte), prop de Panama a la costa sud-est[11]
- Yala (Jala, Jaleput, Jale)[11]
- Kirinda (Kierinde, Kirinde)[2]
- Mahagama[2]

Zona Central:
- Kandy (Kandia, Candia)
- Avissawella (Sitavaque)
- Hanwella (Hangwelle, Hangewelle)
- Arandere (Arandora) a la riba del riu Kelani, reat la segona meitat del segle xvii i capturat per Kandy el 1795[2]
- Goenaville (Goenawille, Gourbeville, Langevelle), a la riba del Kelani[2]
- Malvana: (Malwanne, Malwannie, Maltuane), a la riba del Kelani, abans un fort portuguès[2]
- Ruwanwella (Ruanelle), a la riba del Kelani, va existir poc temps.[2]
- Mapulegam. al interior, al nord-est de Galle, fronterer amb el regne[2]
- Katuwana (Catoene, Cattoene, Katoene)[2]
- Hakmana (Hakman), al interior, al nord-et de Matura a la riba d'un afluent del riu Tangale[2]